# John McFarland
John McFarland (* 2. April 1992 in Richmond Hill, Ontario) ist ein ehemaliger kanadischer Eishockeyspieler.  Der Center bestritt in der Saison 2015/16 drei Partien für die Florida Panthers in der National Hockey League und kam ansonsten in Minor Leagues zum Einsatz.

## Karriere
McFarland wurde 2008 bei der OHL Priority Selection an erster Stelle von den Sudbury Wolves ausgewählt und als Folge dessen, mit dem Jack Ferguson Award ausgezeichnet. Im August 2008 unterschrieb er einen Vertrag bei den Wolves, für die er in der Ontario Hockey League aufs Eis ging. Nach seiner zweiten Spielzeit in der OHL, in der ihm in 64 Partien 50 Punkte gelangen, wurde er beim NHL Entry Draft 2010 an 33. Stelle von den Florida Panthers ausgewählt. Nach weiteren zwölf Spielen für Sudbury, wechselte McFarland im Dezember 2010 zum Ligakonkurrenten Saginaw Spirit. Für diese stand der Angreifer bis Januar 2012 auf dem Eis, ehe er innerhalb der Ontario Hockey League zu den Ottawa 67’s transferiert wurde.
Die Saisons 2012/13 und 2013/14 verbrachte er wechselweise in der American Hockey League bei den San Antonio Rampage und in der ECHL bei den Cincinnati Cyclones. Mit Beginn der Saison 2015/16 wechselte er ins neue Farmteam der Panthers, den Portland Pirates, und debütierte darüber hinaus im Februar 2016 bei den Panthers in der NHL.
Nach der Saison 2015/16 wechselte McFarland erstmals nach Europa und schloss sich SaiPa aus der finnischen Liiga an. Anschließend wechselte er zum HC La Chaux-de-Fonds in die Swiss League, bevor er nach zwei Jahren nach Nordamerika zurückkehrte. Dort lief er noch kurzzeitig für die Bakersfield Condors in der AHL sowie die Wichita Thunder in der ECHL auf, bevor er seine Karriere im Februar 2019 für beendet erklärte.

### International
Bei der World U-17 Hockey Challenge 2009 gewann McFarland mit dem Team Canada Ontario die Goldmedaille, wurde mit 13 Punkten bester Scorer des Turniers und anschließend ins All-Star-Team gewählt. Im selben Jahr gewann er die Goldmedaille beim Ivan Hlinka Memorial Tournament, bei dem er die kanadische Mannschaft als Kapitän aufs Eis führte. Für Kanada nahm er außerdem an den U18-Junioren-Weltmeisterschaften 2009 und 2010 teil.

## Erfolge und Auszeichnungen
- 2008 Jack Ferguson Award
- 2008 OHL-Rookie des Monats Oktober
- 2010 Teilnahme am CHL Top Prospects Game

### International
- 2009 Goldmedaille bei der World U-17 Hockey Challenge
- 2009 All-Star-Team bei der World U-17 Hockey Challenge
- 2009 Topscorer bei der World U-17 Hockey Challenge
- 2009 Goldmedaille beim Ivan Hlinka Memorial Tournament

## Karrierestatistik

### International
Vertrat Kanada bei:
- World U-17 Hockey Challenge 2009
- U18-Junioren-Weltmeisterschaft 2009
- Ivan Hlinka Memorial Tournament 2009
- U18-Junioren-Weltmeisterschaft 2010

(Legende zur Spielerstatistik: Sp oder GP = absolvierte Spiele; T oder G = erzielte Tore; V oder A = erzielte Assists; Pkt oder Pts = erzielte Scorerpunkte; SM oder PIM = erhaltene Strafminuten; +/− = Plus/Minus-Bilanz; PP = erzielte Überzahltore; SH = erzielte Unterzahltore; GW = erzielte Siegtore; 1 Play-downs/Relegation; Kursiv: Statistik nicht vollständig)